# ریچارد دوثرتی
ریچارد دوثرتی (انگلیسی: Richard Dougherty؛ ۵ اوت ۱۹۳۲ – ۲۳ نوامبر ۲۰۱۶) ورزشکار هاکی روی یخ اهل ایالات متحده آمریکا بود.
وی در مسابقات کشوری و بین‌المللی در مجموع برندهٔ ۱ مدال نقره شده‌است.